# Asprilio Pacelli
Pour les articles homonymes, voir Pacelli (homonymie).
Asprilio Pacelli, né en 1570 à Vasciano, dans la province de Terni en Ombrie, et mort le 4 mai 1623 à Varsovie, est un compositeur italien de la période baroque.